# Ecuație diferențială funcțional-iterată
O ecuație diferențială functional-iterată este un tip de ecuație diferențială care implică o funcție iterată. Astfel de ecuații au aplicații în diverse domenii, economice și tehnice.